# Mlinše
Mlinše este o localitate din comuna Zagorje ob Savi, Slovenia, cu o populație de 214 locuitori.